# 普雷塞
普雷塞（法語：Précey，法語發音：[pʁesɛ]）是法国芒什省的一个市镇，属于阿夫朗什区。

## 地理
普雷塞（48°36'27"N, 1°22'39"W）面积7.73 平方千米，位于法国诺曼底大区芒什省，该省份为法国西北部沿海省份，西、北、东北三面环大西洋，东起顺时针与卡爾瓦多斯省、奧恩省、马耶讷省和伊勒-维莱讷省接壤。
与普雷塞接壤的市镇（或旧市镇、城区）包括：塞尔翁、塞欧、克罗隆、瑞耶、蓬托博。

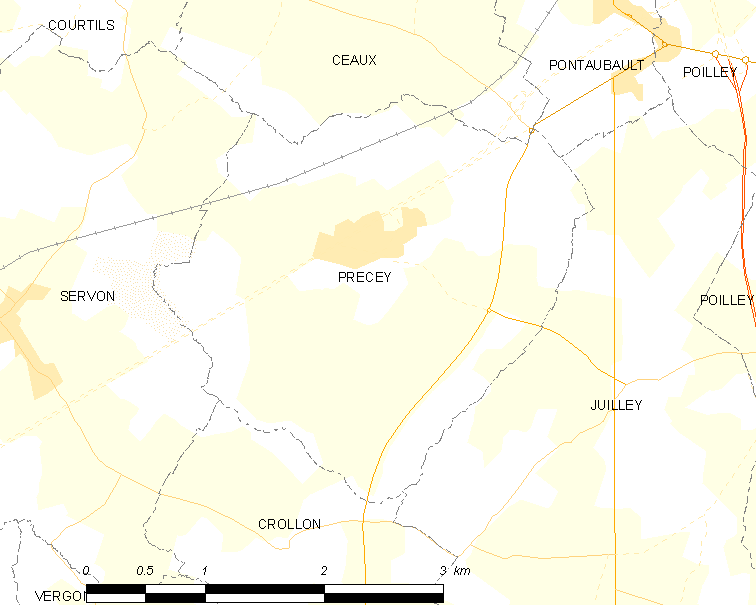
普雷塞的OSM定位图

普雷塞的时区为UTC+01:00、UTC+02:00（夏令时）。

## 行政
普雷塞的邮政编码为50220，INSEE市镇编码为50413。

## 政治
普雷塞所属的省级选区为蓬托尔松县。

## 人口

1962-2008年间普雷塞人口变化图示

普雷塞于2022年1月1日时的人口数量为567人。